# جوزيف جونز (كرة سلة)
جوزيف جونز (بالإنجليزية: Joseph Jones)‏ مواليد 21 مارس 1986 في نورمانجي، هو لاعب كرة سلة أمريكي. بدأ مسيرته الاحترافية في سنة 2008. يلعب مع فريق ليموج سي إس بي في الدوري الفرنسي لكرة السلة الدرجة الأولى كلاعب وسط. يبلغ طوله 6 قدم 9 بوصة (2.1 م).

## المسيرة الاحترافية
لعب مع إس تي بي لو هافر في الدوري الفرنسي من سنة 2009 إلى 2011، ثم لعب مع باسكت سرقسطة 2002 في الدوري الإسباني في موسم 2012–2013، ثم لعب مع باسكت سرقسطة 2002 في موسم 2013–2014، ثم لعب مع كانارياس لكرة السلة في الدوري الإسباني في موسم 2015–2016.

## روابط خارجية
- جوزيف جونز على موقع الدوري الإسباني لكرة السلة (الإسبانية)
- جوزيف جونز على موقع كرة السلة الأوروبية.كوم (الإنجليزية)
- جوزيف جونز على موقع كلية كرة السلة في سبورتس رفرنس.كوم (الإنجليزية)
- جوزيف جونز على موقع ريلجم (الإنجليزية)
- جوزيف جونز على موقع بروبوليرز (الإنجليزية)
- جوزيف جونز على موقع سبورتس رفرنس (الإنجليزية)